# Attila Szing
| 545784 Kelemenjános   | 18 ottobre 2011  |
| 550083 Szécsényi-Nagy | 31 dicembre 2011 |
| 575511 Bükk           | 18 ottobre 2011  |
| 600379 Csortosgyula   | 18 ottobre 2011  |
| 603021 Galyatető      | 31 dicembre 2011 |
| 622006 Vákárlajos     | 18 ottobre 2011  |

Attila Szing (...) è un astronomo ungherese.
Il Minor Planet Center gli accredita le scoperte di 14 asteroidi, effettuate tutte nel 2011, di cui cinque in collaborazione con Krisztián Sárneczky.